# Siete días de enero
Siete días de enero és una pel·lícula de gènere dramàtic dirigida el 1979 per Juan Antonio Bardem, produïda conjuntament a Espanya i França.
La història narrada en la pel·lícula estava basada en bona part en la Matança d'Atocha del 24 de gener de 1977, durant la transició espanyola, i en els successos que van tenir lloc durant aquells dies de gener de 1977. Així doncs, la pel·lícula funciona a manera de documental, relatant els dies de gener anteriors i posteriors a l'atemptat a Atocha i quan, posteriorment, es realitzà el judici del grup autoidentificat com a Aliança Apostòlica Anticomunista (Triple A).
Durant la seva estrena, es va trobar amb problemes i amenaces del grup d'extrema dreta Guerrillers de Crist Rei.

## Sinopsi
Dia 22 de gener: una família burgesa vinculada al franquisme, celebra les noces d'un dels seus membres. Durant la festa s'escolten les discussions preocupades de militars i membres de l'Església catòlica, amb discursos de caràcter feixista.
Mentrestant dos advocats, el matrimoni format per Lola i Francisco Javier, entren al portal del seu despatx on es troben amb membres de la policia, relacionats amb l'extrema dreta, atents a la reunió d'un grup del sindicat de treballadors per continuar o no amb una vaga. Poc després Lola rep una trucada amenaçadora dirigida a Joaquín Navarro, el cap visible dels treballadors en la vaga.
Dia 23 de gener, a través d'imatges d'arxiu, es mostra com als carrers de Madrid hi ha una manifestació pro-amnistia de presos polítics, mentre se celebra un enterrament de Luis Pardo, acompanyat de falangistes. Durant una càrrega policial, un estudiant cau abatut, Arturo Ruiz.
En un bar es reuneixen els tres policies anteriors, amb joves militants d'extrema dreta, per lluitar contra l'esquerra i les seves contínues manifestacions.
Dia 24 de gener, a crit de llibertat, llibertat es dissol una vaga en una assemblea de treballadors per un acord amb les patronals, amb provocacions de grups d'extrema dreta, cada vegada més indignada, entre els quals es trobava Luis María.
En una manifestació per la mort d'Arturo Ruiz mort el dia abans, mor una estudiant universitària, Maria Luz Najera de 21 anys, colpejada durament per un pot de fum de la policia antidisturbis. En el mateix dia el grup maoista GRAPO, segresta al Tinent General Villaescusa.
En una conversa entre Luis María i la seva mare i després en una reunió a casa seva, aquest s'encoratja i planifica l'assassinat dels advocats de dret laboral i de la figura de Joaquín Navarro. Finalment Luis María i dos homes més armats, es dirigeixen al despatx situat al Carrer Atocha i esperen a que l'últim sindicalista surti. Precisament l'últim serà Joaquín Navarro, i irrompen al pis acorralant als advocats i a un administratiu contra la paret. Luis María s'encarrega de quedar-se a les escales i vigilar que ningú irrompi al lloc, mentre els altres dos disparen als ostatges.
Dia 25 de gener, després dels fets ocorreguts el dia abans, en un hospital un dels advocats supervivents relata a la policia tot l'atac i identifica a un d'ells, ja que anava a cara descoberta.
Dia 26 de gener, s'organitza una manifestació multitudinària de més de 100 000 persones per protestar contra l'atemptat, i Luis María confessa a la seva núvia que ha comès un servei a Espanya.
Es torna al 24 de gener, quan Joaquín Navarro i altres companys havien baixat ja de la reunió al despatx d'advocats i es trobaven en un bar, en escolten el soroll de sirenes de la policia que es trobaran amb l'escena de la matança.
Dia 7 de febrer, comencen les declaracions, compareixent Joaquín Navarro, dels advocats supervivents.
Dia 11 de febrer, es rescata al Tinent General Villaescusa, mentre la mare de Luis María i un amic familiar veuen que la situació es complica. El GRAPO i els patriotes d'Atocha s'estan posant a la mateixa alçada, com a assassins que estan perdent suport públic.
Dia 14 de febrer, un dels policies parla a Luis María i altres relacionats amb la matança perquè deixin el país fins que la situació es pugui normalitzar.
Al març, després d'estar amagat Luis María en un xalet en la serra, se'n va a un restaurant a Múrcia convidat per militars per homenatjar-ho, però s'adona que està sent vigilat per la policia.
Dia 12 de març finalment és detingut al costat de la resta de membres que havien col·laborat en la matança, i intenten organitzar-se per mostrar una coartada comuna pel judici.
Dia 23 de març, comença el judici amb la declaració dels imputats.
Dia 23 d'octubre, els advocats supervivents assisteixen a una roda de reconeixement on s'identifica els responsables de la matança. La pel·lícula acaba amb imatges reals de l'enterrament multitudinari dels advocats.

## Repartiment
- Manuel Ángel Egea com Luis Maria Hernando de Cabral
- Madeleine Robinson com Adelaïda
- Virginia Mataix com Pilar
- Jacques François com a Don Tomás
- Alberto Alonso as Cisko Kid

## Premis
- Golden Prize a l'11è Festival Internacional Cinematogràfic de Moscou, el 1979.[3]